# Ângela Amin
Angela Regina Heinzen Amin Helou, mais conhecida como Angela Amin (Indaial, 20 de dezembro de 1953), é uma política brasileira, filiada ao Progressistas (PP), ex-prefeita de Florianópolis e ex-Deputada Federal por Santa Catarina por 3 mandatos: de 1991 a 1995, 2007 a 2011 e 2019 a 2023.

## Vida
Angela Amin, filha de Pedro João Heinzen e Petronila Marta Schimitt Heinzen, natural de  Indaial, no estado de Santa Catarina, cursou a escola primária no Grupo Escolar Raulino Horn, em sua cidade natal, entre os anos de 1961 e 1965. A quarta filha de um grupo de nove irmãos, Angela concluiu o ensino básico no Colégio Normal Sagrada Família, em Blumenau, no anos de 1972. Graduou-se em Matemática pela Universidade Federal de Santa Catarina (UFSC) em 1976. Fez Mestrado na área de Engenharia do Conhecimento com o título de Método de Gestão Integrada de Risco no Contexto da Administração Pública, em 2009, também pela UFSC. Em 2016 finalizou o Doutorado em Engenharia e Gestão do Conhecimento com a tese intitulada : Avaliação da maturidade de gestão do conhecimento na administração pública brasileira.
Casada com o ex-governador de Santa Catarina Esperidião Amin desde 1979, Ângela é mãe de três filhos, Joana, Maria e João Amin, tendo este último já ingressado na vida política.. É avó da Catarina, da Maria Alice , da Letícia e do Francisco. 

## Carreira
Angela projetou-se na política quando Esperidião Amin assume o mandato como governador em 1983. Ela se destacou por sua atuação na presidência da Liga de Apoio ao Desenvolvimento Social Catarinense (Ladesc) e pela frente no projeto Pró-Criança. Foi eleita vereadora em Florianópolis, em 1988, com 7.771 votos registrados, recorde que só foi superado  pelo vereador Pedro Silvestre, que atingiu a casa dos 11.157 votos em 2016.
Foi candidata à Câmara dos Deputados na 49ª legislatura (1991 — 1995) e eleita deputada federal com a maior votação em 1990 (129.011 votos) pelo PDS, sendo vice-líder do partido em 1991. .
Em 1991, Angela assume a relatoria da Lei de Diretrizes e Bases da Educação em um contexto de disputas. Antes da aprovação da LDB, a legislação educacional brasileira era fragmentada, fugindo do que caracterizaria um sistema nacional de educação. Na constituição de 1988, relega-se à União a possibilidade de reformulação da legislação educacional. Diante disso, inicia-se um grande debate com vários setores da sociedade, incluindo grupos de trabalho, audiências públicas, seminários temáticos e encontros por todo o país. Alguns projetos foram apresentados na Câmara Federal, como o dos deputados Octávio Elísio e Ubiratan Aguiar. Já em 1989, após muitas discussões e negociações, surge uma terceira versão da LDB, o Substitutivo Jorge Hage. Com as eleições de 1990, nem todos os parlamentares envolvidos no trâmite da LDB retornaram a seus cargos.
É neste contexto que Angela Amin (PPR/SC) assume o cargo de relatora. Depois de diversas discussões, a deputada submete a segunda versão de seu relatório a um Fórum de Partidos, resultando no projeto que vai ao Plenário e retorna às Comissões da Câmara. Em 1994, o projeto é impulsionado sobre a relatoria  do Senador Cid Sabóia de Carvalho (PMDB-CE) no Senado Federal e finalizado em 1995. Entretanto, com o novo governo de Fernando Henrique Cardoso, no mesmo ano, o senador Darcy Ribeiro (PDT/RJ) causa um clima de instabilidade  por alegar a inconstitucionalidade de uma série de artigos propostos na LDB, em grande parte sobre o Conselho Nacional de Educação, além de criticar o texto como "detalhista e retrógrado". Apresenta, então, um substitutivo que não passa pelo mesmo crivo coletivo dos projetos iniciais, fazendo com que a versão de Cid Sabóia retorne à Comissão de Constituição, Justiça e Cidadania (CCJC) e à Comissão de Educação do Senado. Constitui-se, assim, no campo da legislação educacional, uma série de disputas políticas, resultando na publicação da Lei de Diretrizes e Bases da Educação Nacional – Lei 9394/96.
Angela Amin também participou da CPI da Violência contra a Mulher e foi candidata ao governo do estado em 1994, obtendo mais de 1 milhão e 200 mil votos de eleitores catarinenses, mas foi derrotada, no segundo turno das eleições, por Paulo Afonso Vieira.
Exerceu dois mandatos sucessivos como prefeita de Florianópolis (1996 — 2004), sendo a primeira mulher a ocupar tal cargo. Durante sua gestão, destacou-se, por seis vezes, através de pesquisa do Instituto Datafolha, como a melhor administração municipal no ranking nacional de prefeitos de Capitais. Na área social, sua ação mereceu vários prêmios, com destaque para o do Unicef e da Abrinq (Prefeito Criança), pela redução da mortalidade e desnutrição infantil em Florianópolis.
O resultado negativo das eleições de seu sucessor Francisco de Assis Filho à prefeitura de Florianópolis em 2004 fora atribuído à implantação do sistema integrado de transporte coletivo (2003) na capital durante o mandado de Angela Amin, que gerou impacto social e críticas da população, tanto pelos novos trajetos que se estabeleceram, aumentando o tempo de viagem de algumas linhas de trânsito distantes do terminal central, quanto pela inativação de três terminais de integração localizados no Saco dos Limões, Capoeiras e Jardim Atlântico.. Entretanto, o Sistema integrado continua em atuação - quanto ao modelo -  apenas com as alterações  que se fizeram necessárias ao longo dos anos dado ao crescimento da Cidade de Florianópolis bem como de toda região conurbada.
Em 2006, foi eleita deputada federal na 53.ª legislatura (2007 — 2011), obtendo a maior votação individual para o cargo, com cerca de 174 mil votos.
Foi novamente candidata ao governo de Santa Catarina pelo PP nas eleições gerais de 2010 sendo derrotada no primeiro turno por Raimundo Colombo.
Em 2016 foi derrotada por Gean Loureiro na disputa municipal de Florianópolis, no segundo turno, por uma diferença de 1153 votos. Candidatou-se e foi eleita pela terceira vez como deputada federal de Santa Catarina nas eleições de 2018, obtendo 86.189 votos válidos. Nessa legislatura atua nas áreas de ciência e tecnologia, educação e desenvolvimento urbano. É autora da Política Nacional de Cidades Inteligentes e da Política Nacional de Educação digital, dois projetos apresentados na atual legislatura e que oferecem uma visão de futuro ao Pais e as Cidades das quais tudo parte[carece de fontes?]. 